# Danehof
Danehof eller danahof kallades under 1200- och 1300-talen i Danmark den för hela riket gemensamma församling, som framgick ur de under Valdemarerna hållna sammankomsterna mellan kungen och rikets stormän (i synnerhet av hirdmansadeln) och som trädde i stället för de tidigare landstingen, vilka representerat de särskilda landskapen.
Fasta former hade denna riksdag (latin consilium och parlamentum) icke, men 1282 nödgades Erik Klipping lova, att danehof skulle hållas årligen i Nyborg, och detta löfte upprepades sedan i alla handfästningar ända till 1376. Visserligen hölls löftet ej alltid, men vanligen ägde danehof rum, ehuru ej alltid på Nyborgs slott. År 1326 tycks benämningen vara fastslagen; förut nyttjades endast namnet hof. Vid danehof kunde kungen ställas till ansvar för sina handlingar och domar; även hirdmännen kunde där dömas för sitt förhållande till kungen. Det var både världsliga och andliga stormän, som samlades till danehofet, medan däremot allmogen uppträdde endast som åskådare. År 1413 inkallades ett danehof som ett slags riksdomstol, men annars upphörde det under Erik av Pommern, då riksrådet utvecklade sig och avlöste detsamma, ett förhållande, som fastställdes under Kristian I, och senare trädde herredagarna, möten mellan riksrådet och adeln, i stället.